# Bernardino Monaldi

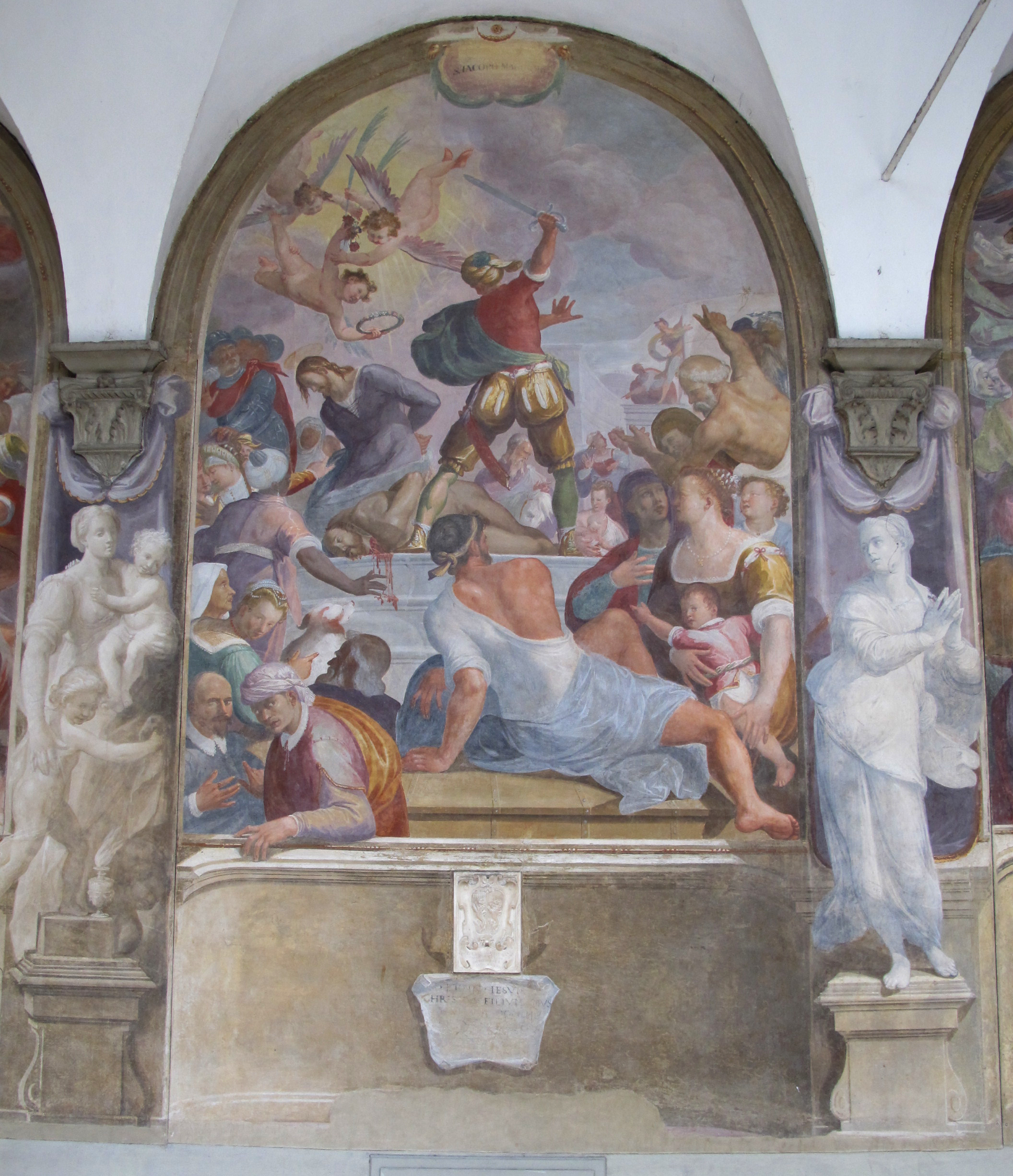
Il Martirio di San Giacomo Maggiore; oratorio di San Pierino, Firenze.

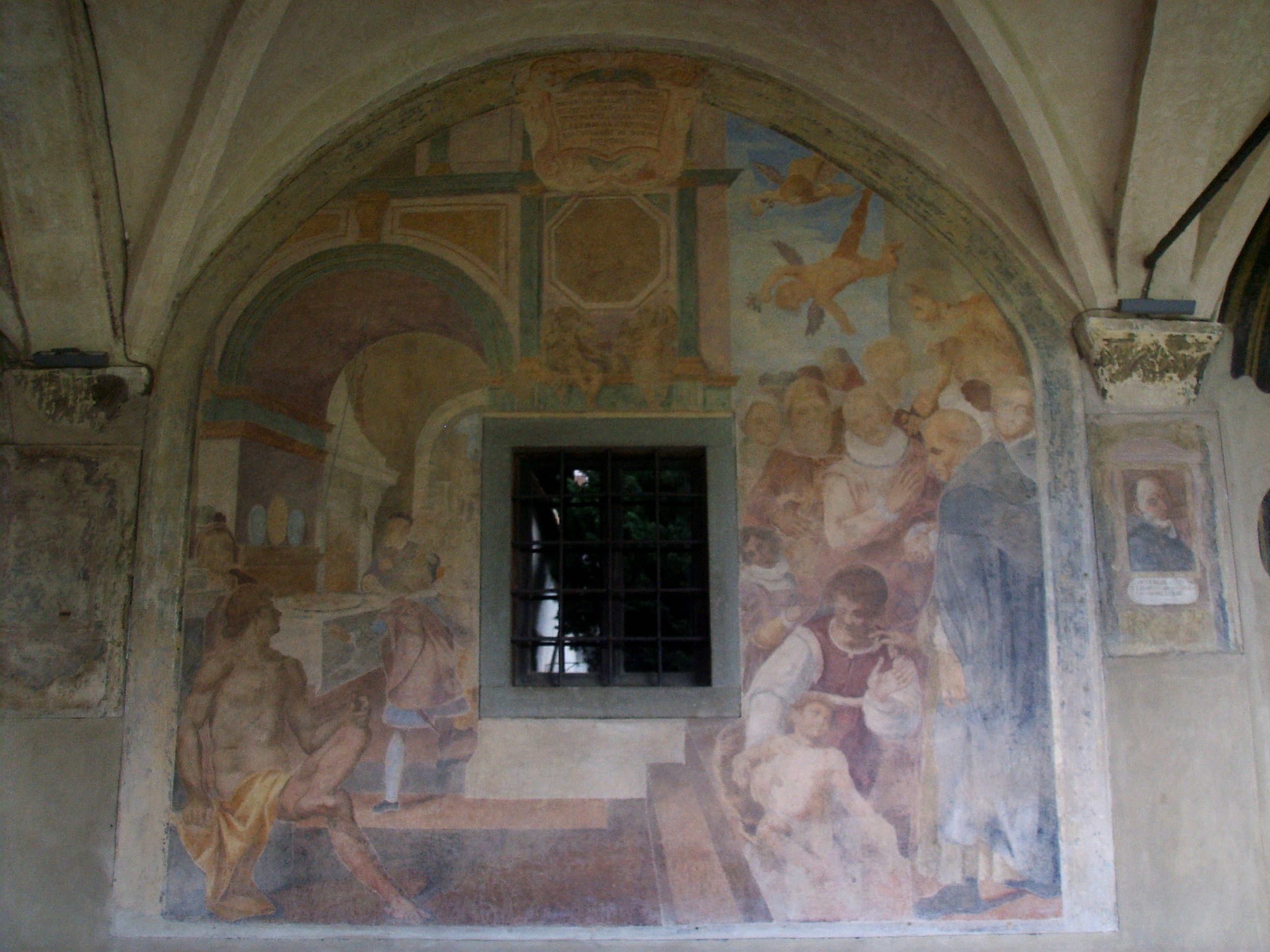
Il Miracolo di San Vincenzo Ferrer; chiostro grande della Basilica di Santa Maria Novella, Firenze.

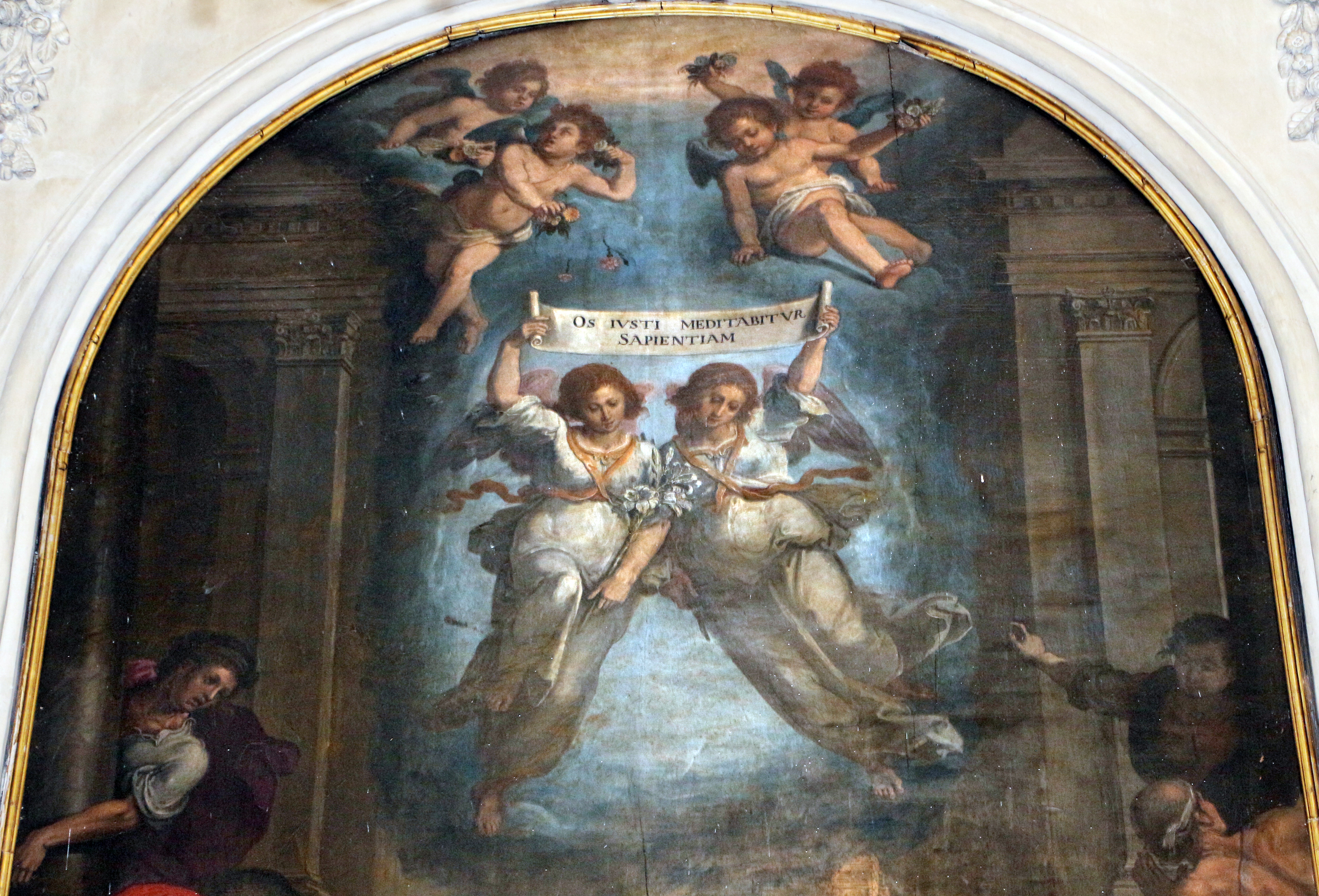
I Funerali di Sant'Alberto; basilica di Santa Maria del Carmine, Firenze.

Bernardino Monaldi (1568) è stato un pittore italiano.

## Biografia
Nacque presumibilmente nel 1568 nei dintorni di Firenze. Si formò inizialmente nella bottega del fiorentino Girolamo Macchietti, amico di famiglia, le cui influenze sono evidenti nel suo stile. A partire dal 1590 si iscrisse all'Accademia dell’arte del disegno che frequentò per un quinquennio.
La sua prima opera fu il ciclo di affreschi per l'oratorio di San Pierino dove, tra il 1587 ed il 1590 realizzò tre lunette: il Martirio di San Filippo, il Martirio di San Giacomo Maggiore e il Martirio di San Giovanni Evangelista. Negli stessi anni produsse, a Signa, la Madonna col Bambino, santi, devoti e i misteri del rosario per la chiesa di Sant'Angelo a Lecore e la Madonna in trono col Bambino, santi e donatore per la chiesa di San Lorenzo.
Sul finire del XVI secolo si spostò in Abruzzo par collaborare con il pittore aquilano Giulio Cesare Bedeschini di cui era cognato. In questo periodo realizzò la Nascita di Cristo per il Duomo dell'Aquila, la Nascita della Vergine per la Chiesa di Santa Maria della Consolazione a Poggio Picenze e la Pentecoste ora conservata nel complesso della Santissima Annunziata di Sulmona.
Tornato a Firenze, probabilmente su richiesta di Bernardino Poccetti, lavorò con lui e con Donato Arsenio Mascagni alla prestigiosa decorazione del chiostro degli Angeli nella chiesa di Santa Maria degli Angeli. Monaldi eseguì sette dipinti per il lato settentrionale che costituiscono il Ciclo di San Romualdo, verosimilmente ispirato dalla Vita Romualdi di Pier Damiani, dando prova di una notevole precisione ritrattistica unita ad una tendenza alla semplificazione formale. Di tali caratteristiche rispondono anche il Miracolo di San Vincenzo Ferrer — collocato sulla parete sud del chiostro grande della Basilica di Santa Maria Novella — e altri due affreschi per la chiesa di Santa Maria Maggiore. Alla morte del Poccetti, nel 1612, Monaldi dipinse su disegno del suo mentore i Funerali di Sant'Alberto per la basilica di Santa Maria del Carmine. L'artista realizzò poi numerose altre opere, alcune delle quali su committenza della famiglia dei Medici.
Fino al 1619 è documentata la presenza di Monaldi a Firenze; dopo quella data il pittore fece nuovamente ritorno in Abruzzo, sebbene di questa fase rimangano testimonianze incerte. L'artista eseguì il Martirio di San Mattia per la chiesa di San Giovanni Battista a Castelli. La sua opera maggiore tuttavia sembra essere il ciclo con le Storie di Mosè realizzato nella prima metà del XVII secolo all'interno del Casino Branconio e miracolosamente sopravvissuto alla distruzione del palazzo originale; sulle quattro pareti della stanza sono rappresentati quattro episodi dell'Esodo ossia, in sequenza, La battaglia dell'esercito del faraone, Le acque del Mar Rosso si richiudono sugli egiziani, Mosè rende dolce l'acqua dell'oasi di Mara e Dio fa discendere le quaglie per sfamare gli Israeliti. L'opera, in stile tardo-manierista con influenze fiorentine e raffaelite, è stata attribuita a Monaldi dallo storico Ferdinando Bologna.

## Opere principali
- Ciclo di affreschi dell'oratorio di San Pierino, Firenze, 1587–1590;
- Madonna col Bambino, santi, devoti e i misteri del rosario, chiesa di Sant'Angelo a Lecore, Signa, 1589;
- Madonna in trono col Bambino, santi e donatore, chiesa di San Lorenzo, Signa, 1592;
- Ascensione di Cristo, polittico della chiesa di San Francesco, Carapelle Calvisio, 1594;
- Nascita di Cristo, Cattedrale dei Santi Massimo e Giorgio, L'Aquila, 1595;
- Pentecoste, complesso della Santissima Annunziata, Sulmona, 1598;
- Ciclo di affreschi del chiostro degli Angeli, chiesa di Santa Maria degli Angeli, Firenze, 1601;
- Predica di Sant'Angelo da Ligata e incontro tra i Santi Francesco e Domenico, Chiesa di Santa Maria Maggiore, Firenze, 1607
- Miracolo di San Vincenzo Ferrer, chiostro grande, basilica di Santa Maria Novella, Firenze, 1607;
- Madonna con Gesù Bambino e Santi, chiesa di Santa Maria, Certaldo, 1611
- Madonna del Rosario e Santi, Museo d'arte sacra, Certaldo, 1611
- Funerali di Sant'Alberto, basilica di Santa Maria del Carmine, Firenze, 1612;
- Martirio di San Mattia, chiesa di San Giovanni Battista, Castelli, 1620;
- Ciclo di affreschi con le Storie di Mosè, Palazzo Branconio, L'Aquila, ?.